# Биндокайте-Кернаускене, Елена Йоновна
Елена (Эляна) Йоновна Биндокайте-Кернаускене (лит. Elena Bindokaitė-Kernauskienė; 2 февраля 1899, Волковышки, Сувалкская губерния, Российская империя — 10 февраля 1990, Клайпеда, Литовская ССР) — литовская советская театральная актриса

, театральный деятель и театральный режиссёр. Народная артистка Литовской ССР (1956). 

## Биография
Родилась в 1899 году в Вилкавишкисе, Российская империя.
В 1917 году окончила учительские курсы в Воронеже, с 1918 года учительствовала в Екатеринославе.
После возвращения в Литву в 1918 году выступала в самодеятельном коллективе в Алитусском районе, в 1920—1929 годах — в народных театрах Каунаса.
В 1929 году окончила театральную студию Государственного театра в Каунасе под руководством Б. Даугуветиса, в котором играла до 1931 года.
В 1931—1935 годах — актриса Шяуляйского филиала, а в 1935—1939 годах — Клайпедского филиала Государственного литовского театра.
В 1947—1954 годах — основатель и руководитель Шяуляйского драматического театра
В 1956 году удостоена звания Народной артистки Литовской ССР.
За свою творческую карьеру сыграла более 200 театральных ролей.
Уже в конце жизни сыграла две эпизодичные роли в кино — в фильмах «Тадас Блинда» (1972) и «Выставка» (1987).
Умерла в 1990 году в Клайпеде.

## Избранные театральные роли
- Йонене — « Усадьба Пуоджюнасов» A. Венуолис
- Луиза — «Коварство и любовь» Ф. Шиллера
- Белка — «Шарунас» В. Креве
- Дорина — «Тартюф» Мольер
- Дангуоле — «Владыка» В. Миколайтис-Путинас
- Рашель — «Васса Железнова» М.Горького
- Елена Андреевна — «Дядя Ваня» А. Чехова
- Бабушка — «Деревья умирают стоя» A. Касона